# Kloster Chambarand

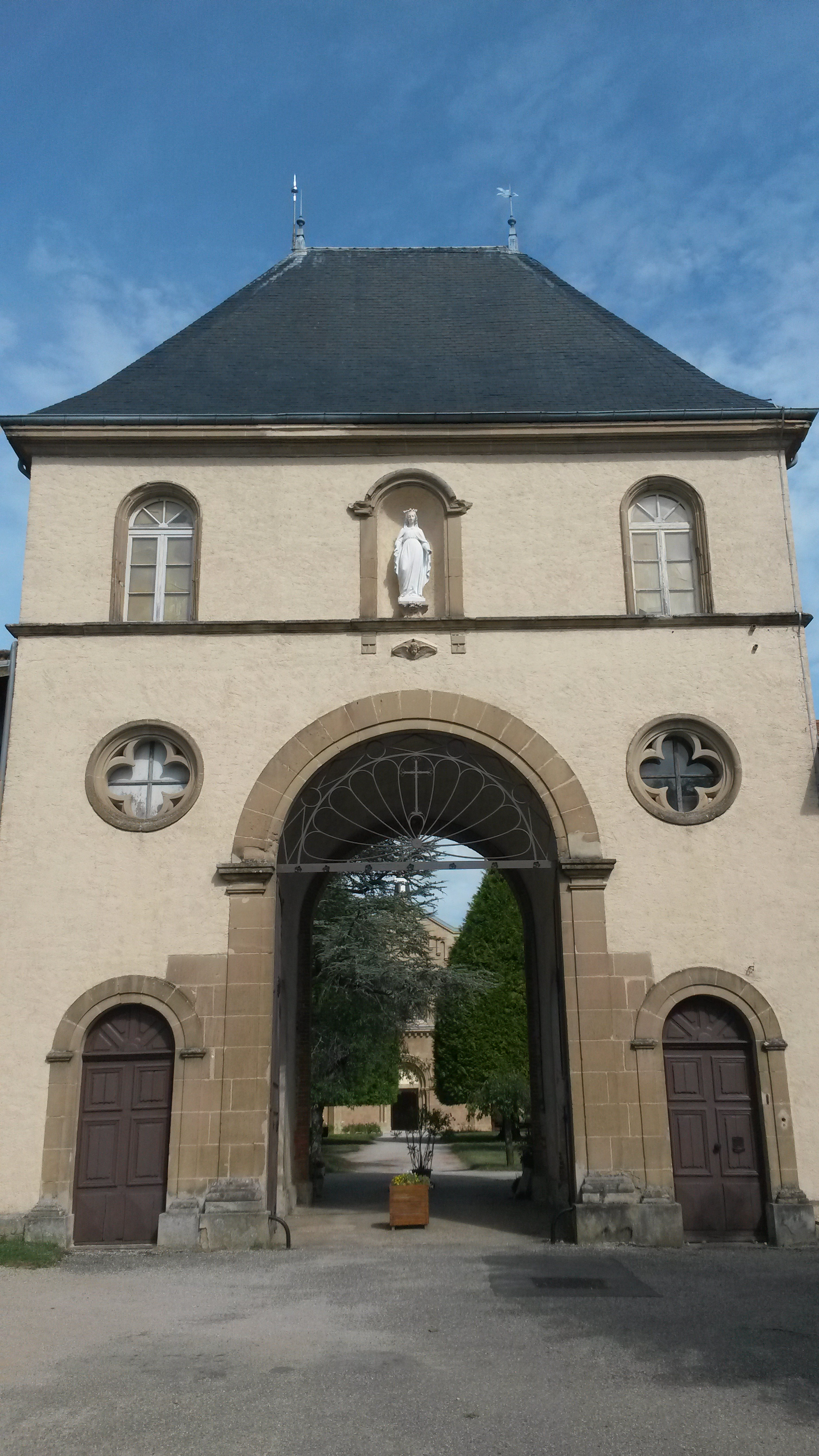
Torhaus der Abtei mit Blick auf die Kirche (2017)

Kloster Chambarand (lat. Abbatia B. M. de Sanctissimo Corde Iesu; franz.  Abbaye Notre-Dame du Sacré-Cœur de Chambarand) war von 1931 bis 2019 eine Trappistinnen-Abtei in Roybon, Département Drôme, Frankreich, Diözese Grenoble. Es war bereits von 1875 bis 1903 ein Männerkloster der Trappisten.

## Geschichte

### Das Trappistenkloster
Die Gründung ging 1868 von Kloster Sept-Fons und dessen kurzlebiger Tochter Mérignat in Masbaraud-Mérignat, Département Creuse, aus. 1872 stand der Neubau des Konvents, 1877 wurde das Kloster zur Abtei erhoben, 1878 die Kirche eingeweiht. 1903 kam es zur Auflösung der Ordensgemeinschaft nach dem Gesetz zur Trennung von Kirche und Staat. Die Mönche kehrten nach Sept-Fons zurück und gründeten von dort aus Kloster Maristella (Maris-Stella) in Tremembé in Brasilien.
Der bedeutendste Abt war ab 1897 Jean-Baptiste Chautard, ab 1899 gleichzeitig Abt von Sept-Fons. Besonderes Ansehen gewann auch der Mönch Gabriel Mossier. Zum Lebensunterhalt der Mönche trug der Verkauf eines Trappistenbieres bei.

### Das Trappistinnenkloster
Die Neubesiedelung durch Trappistinnen ging 1931 gleichzeitig von zwei Klöstern aus, einmal von Kloster Maubec, das hier ein Tochterkloster gründete, zum zweiten von Kloster Mâcon, einer Gründung von Kloster La Coudre, die von 1908 bis 1929 in Brasilien (Kloster Tremembé, sowie Kloster Nova Friburgo) und seither in Belgien (Kloster Feluy bei Seneffe) überlebt hatte und nun zur Gänze nach Chambarand übersiedelte. Das Kloster nannte sich wie Kloster Mâcon Notre-Dame du Sacré-Cœur. Die anfänglich rund 50 Nonnen verkauften für ihren Unterhalt selbst hergestellten Trappistenkäse (bis 2003). Am 3. Dezember 2013 strahlte der französische Fernsehsender France 3 eine Reportage von Alexandra Alévêque (* 1972) über das Leben im Kloster Chambarand aus mit dem Titel 21 jours au couvent (21 Tage im Kloster). 2019 wurde der Konvent aufgelöst und die verbleibenden Nonnen auf andere Klöster verteilt.

### Oberinnen und Äbtissinnen
- Marie Bonheur (1931–1931)
- Cécile Gambetta (1931–1932)
- Jean-Baptiste Balmes (1932–1934, erste Äbtissin)
- Cécile Gambetta (1934–1947)
- Marie de la Croix Fischer (1947–1953)
- Agnès Arthaud (1953–1981)
- Marie-Claire Muller (1981–2002)
- Anne Morin (2002–2005, Superiora ad nutum)
- Anne-Chantal Duhail (2005–2006 Superiora ad nutum; 2006–2012 Äbtissin)
- Marie-Rose Flandre, Superiora ad nutum (seit 2012)